# Monna Lisa di Isleworth
La Monna Lisa di Isleworth, o come è chiamata nei paesi anglofoni Earlier Mona Lisa, è un dipinto attribuito a Leonardo da Vinci, che rappresenta una variante della più nota Gioconda del Louvre. Di dimensioni leggermente superiori e dipinta su tela anziché su tavola, è stata oggetto di un vivace dibattito sull'attribuzione al maestro e si trova in una collezione privata svizzera. Secondo alcuni studi accademici, questo dipinto potrebbe essere un’opera realizzata da Leonardo una decina di anni prima del dipinto del Louvre.

## Storia
Il dipinto fu portato in Inghilterra nel 1778 e conservato in un maniero del Somerset appartenente a un collezionista privato inglese. Nel 1914 fu acquistato da Hugh Blaker, artista e mercante d’arte che viveva a Isleworth, cittadina a ovest di Londra: da qui il nome «Monna Lisa di Isleworth». Nel 1962 passò al collezionista d’arte Henry Pulitzer (un lontano cugino di Joseph Pulitzer), che vendette numerosi beni mobili e immobili per aggiudicarselo. La tela fu quindi custodita nel caveau di una banca di Losanna e alla morte di Pulitzer, nel 1979, fu ereditata dalla moglie, Elizabeth Meyer; dopo la sua scomparsa, nel 2008, fu messa in vendita e acquistata da un consorzio internazionale i cui membri vogliono mantenere l’anonimato.

## Attribuzione a Leonardo da Vinci
L'attribuzione a Leonardo ha suscitato un vivace dibattito internazionale, che, come spesso accade per opere di alto valore in collezioni private, è stato supportato da ampie indagini documentarie, comparative e scientifiche. I risultati non hanno tuttavia portato a conclusioni unanimi tra gli esperti: sebbene un gran numero di studiosi abbia pubblicato un giudizio positivo sull'attribuzione a Leonardo, alcuni tra i maggiori esperti internazionali di Leonardo (come Martin Kemp) non hanno sciolto i loro dubbi.

### Discrepanze di datazione
Leonardo in altre occasioni avrebbe dipinto due versioni dello stesso soggetto, come per la Vergine delle Rocce o la Sant'Anna, o ancora la Madonna dei fusi (sebbene in quest'ultimo caso si tratti di un'attribuzione non universalmente accettata).
Tra le prove storiche a sostegno dell'esistenza di due versioni della Gioconda c'è una lettera del fiorentino Agostino Vespucci, che nell’ottobre 1503 scrisse che Leonardo da Vinci stava lavorando al ritratto di Lisa. Ciò sarebbe confermato anche da Giorgio Vasari, che fa risalire il dipinto al ritorno di Leonardo a Firenze intorno al 1503.
Un altro filone documentario, appoggiato da considerazioni stilistiche di Carlo Pedretti o di Alessandro Vezzosi, riferisce invece il ritratto al 1517. Per esempio Antonio de Beatis riferì che Leonardo aveva terminato la Gioconda nel 1517 e che l’aveva realizzata per Giuliano di Lorenzo de' Medici, per il quale aveva già lavorato a Roma tra il 1513 e il 1516.
Sarebbe dunque possibile che esistano due versioni dello stesso soggetto, una riferibile al 1503 circa e una al 1517; oppure potrebbe trattarsi di una rilavorazione da parte di Leonardo dello stesso dipinto, cosa confermata dalle analisi sul dipinto del Louvre, che presenta almeno tre strati pittorici.
Un'altra discrepanza di date si rileva nell'inventario di beni che l'assistente di Leonardo, Salaì, fece al momento della morte del suo maestro nel 1525. Vi si elenca una "Gioconda", valutata per altissimo valore. Ciò tuttavia confligge con un documento scoperto nel 1999 dove si ricorda come la Gioconda del Louvre sarebbe stata acquisita nel 1518 dal re di Francia.
Anche Gian Paolo Lomazzo distinse nel 1584 due quadri di Leonardo, facendo riferimento a «una Gioconda e una Monna Lisa».

### La Monna Lisa con le colonne

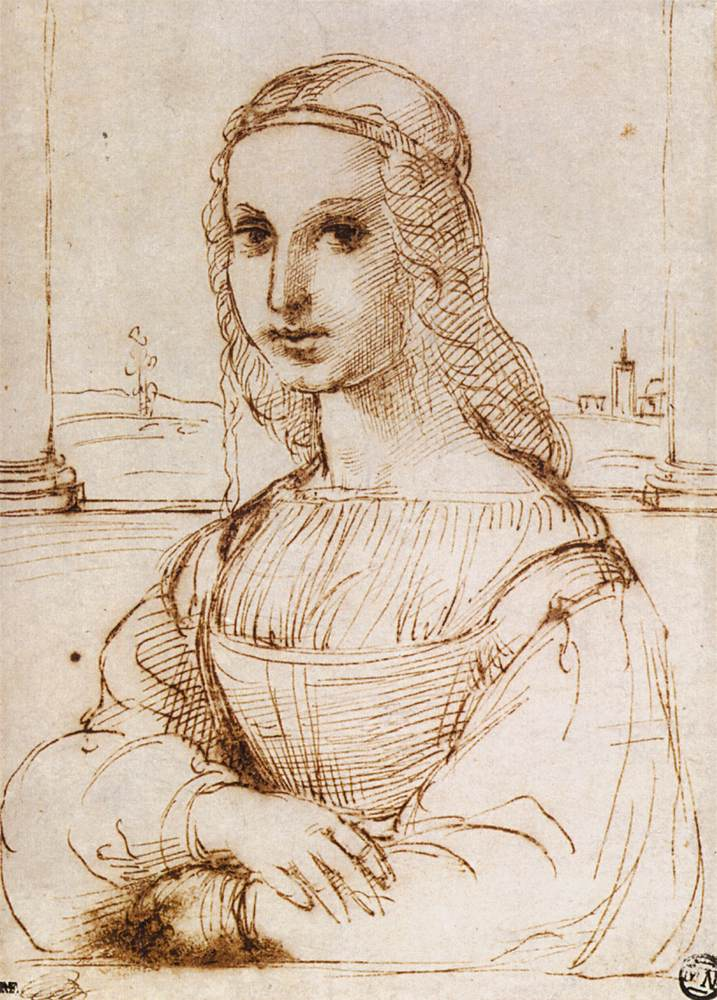
Il disegno di Raffaello

C'è poi il disegno del giovane Raffaello che verso il 1504, studiando le opere di Leonardo, ritrasse una «Monna Lisa» affiancata da due colonne, come se si affacciasse su un loggiato e come si vedono nella Earlier Mona Lisa, ma non nella Monna Lisa del Louvre. Anche altre copie più tarde di Monna Lisa, come quelle conservate presso la Galleria nazionale di Oslo e il Walters Art Museum di Baltimora, contengono le colonne.
È il motivo per cui numerosi esperti erano certi che la «Gioconda» del Louvre originariamente contenesse queste colonne, che sarebbero state tagliate in seguito. Tuttavia, fin dal 1993, Frank Zöllner ha osservato che lo strato pittorico del quadro del Louvre non era mai stato tagliato. Ciò è stato confermato da esami scientifici eseguiti nel 2004. Per tale motivo, Vincent Delieuvin, curatore della pittura italiana del XVI secolo presso il Museo del Louvre, crede che sia il disegno di Raffaello sia le copie con le colonne furono ispirate a un'altra versione, mentre Frank Zöllner ritiene che il disegno indichi l’esecuzione, da parte di Leonardo, di un'altra opera sul tema di Monna Lisa.
In base a questi dati sono arrivati alla conclusione che Leonardo dipinse due opere sul tema della «Gioconda»: P. G. Konody, L. Roger-Miles, John Eyre, Adolfo Venturi, Cesare Segre, A.C. Chappelow, Guy Isnard, Henry Pulitzer, John Asmus, Alfonso Rubino, Atila Soares, Jean-Pierre Isbouts, Albert Sauteur, Salvatore Lorusso, Andrea Natali, Jessie Elford, Vadim Parfenov e Gerard Boudin de l’Arche.

### Analisi comparativa
La comparazione della Earlier Mona Lisa con la Gioconda del Louvre e con le numerose copie che si sono ispirate a queste opere dimostra che la Earlier Mona Lisa non è in nessun caso una copia della Gioconda, ma una significativa variante. Il critico d’arte Paul Konody spiega chiaramente che la composizione dei ritratti, i loro sfondi, l’angolo di inclinazione della testa del soggetto e i loro lineamenti sono differenti. Inoltre, i ritratti sono di dimensioni diverse, i loro soggetti hanno età differenti e diversi sono i loro supporti.
Tuttavia, secondo Lorusso e Natali, la Earlier Mona Lisa e la Gioconda contengono entrambi elementi chiaramente leonardeschi come, per esempio, la complessità dei ricami sugli abiti dei soggetti e la qualità dell’esecuzione dei ritratti.
Confrontando la distribuzione di luce e ombra sui volti dei due soggetti, i professori Asmus, Parfenov ed Elford sono giunti alla conclusione che sono stati dipinti dallo stesso artista. Ciò comunque non rappresenta una prova determinante, poiché anche nelle copie la distribuzione della luce è ovviamente analoga.

### Analisi scientifiche
Negli ultimi quarant’anni, la Monna Lisa di Isleworth è stata sottoposta a una serie di test scientifici e misurativi.
La costruzione geometrica della Earlier Mona Lisa e quella della Gioconda del Louvre concordano con la regola aurea e con la tesi di Goldblatt, pur nella diversità delle dimensioni. In particolare le proporzioni sul piano orizzontale sono identiche, mentre quelle verticali divergono.
Secondo Albert Sauteur, la differenza di proporzioni a livello verticale sarebbe dovuta al fatto che Leonardo avrebbe dipinto la prima in «visione monoculare» e la seconda in «visione binoculare».
Gli esami scientifici sulla Earlier Mona Lisa (tra cui indagini alla luce ultravioletta, alla luminescenza infrarossa, riflettografia infrarossa, raggi X, datazione al carbonio 14 e spettrometria gamma) confermano che il dipinto fu realizzato molto probabilmente nei primi anni del XVI secolo e che tutti i pigmenti sono compatibili con questa datazione. Inoltre sotto lo strato pittorico furono scoperti alcuni disegni.
La Gioconda del Louvre presenta una vernice che Leonardo avrebbe sviluppato solo dopo il 1508, e ciò indica che molto probabilmente non si tratta della Mona Lisa del 1503 descritta da Vespucci e Vasari, mentre la Earlier Mona Lisa non contiene questa vernice.
Su parti importanti della Earlier Mona Lisa sono state individuate pennellate date con la sinistra e, come è noto, Leonardo era mancino.

### Conclusioni degli esperti
Uno studio di tutte le opinioni pubblicate fino a oggi dimostra che ventidue esperti ritengono le parti principali del dipinto realizzate dalle mani del maestro, mentre solo quattro negano l’attribuzione.
Tra quelli che contestano l’attribuzione a Leonardo da Vinci figura, come detto, Martin Kemp, il quale sostiene che l’argomentazione basata sulla geometria è irrilevante, visto che nessun trattato dell’epoca o analisi successiva ha messo in evidenza regole simili seguite da Leonardo da Vinci o dai suoi contemporanei; inoltre ha evidenziato come nessun quadro conosciuto di Leonardo da Vinci è stato dipinto su tela e nessuna opera di quel tempo era dipinta su tela, tranne le opere processionali su pannelli trasportabili e alcune altre rare eccezioni. Ad esempio la tela era già in uso dalla seconda metà del Quattrocento a Venezia, per ovvie ragioni ambientali, e venne usata spesso da un altro artista di formazione veneta, Andrea Mantegna, o per opere di grande formato quali la Nascita di Venere di Botticelli.
Leonardo comunque è noto per essere stato un artista sperimentale, che fece spesso ricorso a nuove tecniche e che descrisse comunque il supporto della tela nel Trattato della pittura. Egli aveva inoltre visitato Venezia e Mantova, dove l'uso della tela era già relativamente diffuso. Tali osservazioni sono state fatte da Alessandro Vezzosi, Salvatore Lorusso, Andrea Natali e Jean-Pierre Isbouts. Non bisogna tuttavia confondersi con le altre opere su tela di Leonardo al Louvre, poiché erano originariamente tavole la cui superficie pittorica fu trasportata su tela con un procedimento in voga nella Francia del Settecento.
Tra le pubblicazioni recenti, che confermano l'attribuzione a Leonardo della Monna Lisa di Isleworth, ci sono quella di Salvatore Lorusso e Andrea Natali (2015), e quelle di Asmus, Parfenov ed Elford (2016 e 2017), che confermano la stessa mano almeno per i volti delle due "Gioconde".